# Терьян, Жанна
Жанна Терьян (фр. Jeanne Therrien; 11 сентября 1920, Хьюстон, Техас, США — 2 мая 1957, Гринуич, Коннектикут, США) — американская пианистка.
Дочь американского певца французского происхождения Анри Терьяна (1893—1967) и его жены и аккомпаниатора Полы Терьян.
Начала учиться игре на фортепиано в пятилетнем возрасте, выступала с детства. Окончила Джульярдскую школу (1944), ученица Карла Фридберга и Робера Шмитца.
В 1944 г. стала одной из победительниц Наумбурговского конкурса молодых исполнителей, в том же году выиграла Конкурс имени Левентритта. В 1948 г. исполняла Первый концерт Сергея Рахманинова на мемориальных концертах к 5-летию смерти композитора (с Филадельфийским оркестром под управлением Юджина Орманди).
В 1947 г. записала ряд фортепианных миниатюр (Доменико Скарлатти, Фридерик Шопен, Ференц Лист, Эдвард Григ, Клод Дебюсси, Рахманинов, Эрнесто Лекуона), в 1955 г. перевыпущенных единым альбомом на лейбле Waldorf Music Hall Records, в большей степени специализировавшемся на популярных песнях.
В юности также занималась композицией, получив восторженную поддержку Фридберга, утверждавшего, что Терьян «могла бы стать первой действительно хорошей женщиной-композитором».
Покончила с собой, отравившись выхлопными газами в своей машине.